# Квемо-Риети
Квемо-Риети (груз. ქვემო რიეთი) — село в Грузии, на территории Горийского муниципалитета края (мхаре) Шида-Картли.

## География
Село находится в центральной части Грузии, к югу от реки Куры, на расстоянии приблизительно 6 километров (по прямой) к западу от города Гори, административного центра муниципалитета. Абсолютная высота — 685 метров над уровнем моря.

## Население
По результатам официальной переписи населения 2014 года в Квемо-Риети проживало 295 человек (144 мужчины и 151 женщина). В национальной структуре населения грузины составляли 95,6 %, осетины — 3,7 %.
| Год  | Население, человек |
| ---- | ------------------ |
| 2002 | 378                |
| 2014 | ↘ 295              |